# Steven Deja
Steven Deja (21 de mayo de 1987) es un deportista alemán que compitió en bobsleigh en la modalidad doble. Ganó una medalla de plata en el Campeonato Mundial de Bobsleigh de 2012, en la prueba por equipo.

## Palmarés internacional
| Campeonato Mundial | Campeonato Mundial           | Campeonato Mundial | Campeonato Mundial |
| Año                | Lugar                        | Medalla            | Prueba             |
| ------------------ | ---------------------------- | ------------------ | ------------------ |
| 2012               | Lake Placid (Estados Unidos) | Medalla de plata   | Equipo             |